# Bekarjukowski Bor
Der Bekarjukowski Bor (russisch Бекарюковский Бор; Бор bedeutet auf Deutsch Kiefernwald) ist ein Naturschutzgebiet in der Oblast Belgorod (Russland). Auf seinem Territorium wächst die seltene Kreidekiefer (Pinus sylvestris var. cretacea).

## Geographische Lage
Der Bekarjukowski Bor befindet sich im Norden des Dorfes Malomichailowka (Landgemeinde Wosnesjenowka) im Schebekinski Rajon der Oblast Belgorod. Er erstreckt sich entlang des Flusses Neschegol, auf seinem hohen rechten Ufer.